# Ice Cold in Alex
Ice-Cold in Alex (Brasil: Sob o Sol da África ) é um filme britânico de 1958, em preto e branco, de drama e guerra, dirigido por J.Lee Thompson, roteiro por T.J. Morrison e Christopher Landon, baseado no livro de Landon, música de Leighton Lucas.

## Sinopse
Líbia, 1942, grupo de oficiais e enfermeiras, a caminho de Alexandria, tentam sobreviver as dificuldades do deserto, fugindo ao avanço alemão. Entre eles um espião nazista.

## Elenco
- John Mills ....... capitão Anson
- Sylvia Syms ....... Diana Murdoch
- Anthony Quayle ....... capitão Van der Poel / Hauptman Otto Lutz
- Harry Andrews ....... Tom Pugh
- Diane Clare ....... Denise Norton
- Richard Leech ....... capitão Crosbie
- Liam Redmond ....... Brigadeiro (DDMS)
- Allan Cuthbertson ....... Ponsonby